# Agustín Spínola Basadone
Agustín Spínola Basadone, italijanski rimskokatoliški duhovnik, škof in kardinal, * 1597, Genova, † 12. februar 1649, Sevilla.

## Življenjepis
11. januarja 1621 je bil povzdignjen v kardinala in naslednje leto je prejel duhovniško posvečenje.
5. marca 1623 je bil imenovan za škofa Tortose in 24. junija istega leta je prejel škofovsko posvečenje.
7. septembra 1626 je bil imenovan za nadškofa Granade, 23. oktobra 1630 za nadškofa Santiaga de Compostela in 16. januarja 1645 za nadškofa Seville.